# Bataille de Montiel
Pour les articles homonymes, voir Montiel (homonymie).
première guerre civile de Castille
Batailles
La bataille de Montiel est une bataille de la première guerre civile de Castille, qui a lieu le 14 mars 1369 sous les remparts du château de l'Étoile. Elle oppose les forces castillanes, composées de l'armée de l'émirat de Grenade et des partisans de Pierre Ier de Castille, dit Pierre le Cruel, aux forces franco-castillanes, commandées par Du Guesclin et Olivier de Mauny venus soutenir les prétentions au trône de Castille d’Henri de Trastamare, demi-frère du roi. Elle voit la victoire définitive des Franco-Castillans.
Pierre le Cruel est tué quelques jours après dans la nuit du 22 au 23 mars au cours d'une rixe l'opposant à Henri de Trastamare. Ce dernier s'empare de la couronne de Castille, et règne sous le nom d’Henri II.

## Histoire
La première guerre civile de Castille oppose, quasiment depuis son couronnement, l’héritier légitime de Castille Pierre le Cruel aux grands d'Espagne et aux bâtards de son père. En 1365, les protagonistes de la guerre de Cent Ans en France sont en trêve, et n'entendent pas entrer ouvertement en conflit ; Charles V  y voit l'occasion, d'une part, de se débarrasser des grandes compagnies désœuvrées du fait de la trêve, et qui pillent son domaine (et limitent son revenu), d'autre part, d'installer un allié au sud des Pyrénées en vue de sa future campagne contre l'Aquitaine. Il s'invite donc au conflit, avec l'appui du pape qui participe au financement de l'expédition pour faire cesser les pillages dont l'Église souffre également, officiellement en vue d'une croisade contre Grenade. De son côté le Prince Noir se range du côté de Pierre le Cruel, mais sans que l'Angleterre soit officiellement impliquée, de façon à respecter la trêve.
La campagne commence en décembre 1365 et les deux camps ont tour à tour le dessus, jusqu'à la bataille de Montiel.
Quelques années après l’événement, vers 1375-1380, les Grandes chroniques de France de Charles V relatent « la desconfiture de la bataille du roy Pierre d'Espaigne et comment il mourut ».
Jean Froissart, dans ses Chroniques, évoque la bataille de Montiel, à laquelle il consacre quelques pages, sous le titre : « cy parle de la bataille qui fut empres mentueil en espaigne entre les deux roys henry et dampietre », et plus loin il évoque la mise à mort du roi de Castille : « comment le roy dam Pietre fut pris et mis à mort et le roy Henri demoura roy de Castelle et la fourme d'aucunes lettres touchans le roy de France et le roy d'Angleterre et le conseil que les prelas donnerent au roy Charles de faire guerre… ».
En outre, dans ses Chroniques d’Angleterre, écrites à la fin du XVe siècle, Jean de Wavrin raconte « comment le roy dom Pietre (Pierre Ier le Cruel) fut prins et mis à mort, la teneur d'aulcunes lettres touchant le roy de France et cellui d'Angleterre et le conseil que les peres donnerent au roy de France de faire guerre aux Anglois ».
Par ailleurs, la « Chronique de Flandre », également de la fin du XVe siècle, nous apprend « comment le roy Henry d'Espaigne occist son frere le roy dom Pietre de sa main ».
Au surplus, il s'agit du point d'orgue du roman Le Bâtard de Mauléon, premier des romans historiques d'Alexandre Dumas dans l'ordre chronologique des événements qu'ils évoquent.
Ainsi, la bataille clôt définitivement, au profit de Henri II de Castille, la guerre civile de Castille. Celui-ci soutiendra effectivement le roi de France dans la suite de la guerre de Cent Ans.